# Графське (селище)
Гра́фське (до 19 травня 2016 року — Комсомольський) — селище Ольгинської селищної громади Волноваського району Донецької області України.

## Загальні відомості
Селище розташоване за 9 км від залізничної станції Велико-Анадоль і за 14 км від райцентру. Графське розташоване майже у самому центрі лісового заказника загальнодержавного значення «Великоанадольський ліс».
Згідно з постановою Верховної Ради України від 04 лютого 2016 року № 984-VIII смт Комсомольський перейменовано на смт Графське. Остаточно селище міського типу було перейменовано згідно з постановою Верховної Ради України від 19 травня 2016 року № 1377-VIII.

## Населення
За даними перепису 2001 року населення селища становило 521 особу, з них 86,76 % зазначили рідною мову українську, 13,05 % — російську та 0,19 % — білоруську мову.

## Постаті
- Дерев'янко Валентина Іванівна — методист Великоанадольського лісового коледжу, заслужений працівник освіти України[5].